# تشين روزة (مازو)
تشین روزة (بالفارسية: چین‌روزه) هي قرية تقع في قسم مازو الريفي، بمقاطعة أنديمشك التابعة لمحافظة خوزستان، إيران. يقدر عدد سكانها بـ 45 نسمة حسب الإحصاء السكاني الذي تمّ في عام 2006.